# Wiener Gruppe
De Wiener Gruppe is een groep van Oostenrijkse schrijvers die tussen 1954 en 1964 de literatuur radicaal wilden vernieuwen. De groep ontstond toen enkele schrijvers die samen met musici en kunstenaars deel uitmaakten van de Art-Club in Wenen, zich gezamenlijk gingen toeleggen op de productie en het performen van literair werk. De leden waren H.C. Artmann (1921-2000) (slechts tot 1958), Gerhard Rühm (1930), Konrad Bayer (1932-1964), Friedrich Achleitner (1930) en Oswald Wiener (1935). 
De schrijvers (her)ontdekten het door de naziperiode verdrongen werk van de historische avant-garde (expressionisme, dadaïsme, surrealisme), van barokdichters en figuren als D.A.F. de Sade, Max Stirner, Lautréamont en de toen nog weinig bekende filosoof Ludwig Wittgenstein.
Ze probeerden de literatuur op het niveau te brengen van de vooruitstrevende kunst in de 20e eeuw. De Weense traditie van kentheoretische en taalfilosofische scepsis bracht hen ertoe, taaluitingen met grote vrijheid te behandelen. Literatuur schrijven  betekende voor hen niet in de eerste plaats persoonlijke gedachten en gevoelens uitdrukken, maar een poging om door nieuwe literaire vormen de platgetreden paden van het bewustzijn te verlaten. Daartoe schreven ze concrete en visuele poëzie, klank- en dialectgedichten, montageteksten en ongewone toneelstukken. Nogal wat werk ontstond collectief, in wisselende constellaties. 
In 1958 en 1959 traden ze in Wenen op met hun 'literarisches cabaret', een loknaam waarachter de eerste happenings in Europa schuilgingen. In 1964, toen de groep feitelijk al een paar jaar uiteen was gevallen, voerden ze een laatste keer samen hun 'kinderoper' op, een stuk waarin ze zichzelf spelen, met dien verstande dat volwassenen hier praten en zich gedragen als kinderen.
De leden van de Wiener Gruppe zijn na de dood van Konrad Bayer (1964) afzonderlijk blijven publiceren, veelal even radicaal als tevoren, uitwaaierend naar diverse andere disciplines: Rühm in het grensgebied met muziek en beeldende kunst, Achleitner als architectuurcriticus en -historicus, Wiener als anarchistisch filosoof en bewustzijnswetenschapper. In 1997 was het Oostenrijkse paviljoen op de Biënnale van Venetië helemaal aan het werk van de Wiener Gruppe gewijd.